# Oppenberg
Oppenberg là một xã cũ thuộc huyện Liezen bang Steiermark, nước Áo. Đô thị Oppenberg có diện tích 92,81 km², dân số thời điểm cuối năm 2008 là 270 người.